# Franz Thierfelder
Franz Thierfelder (* 24. April 1896 in Deutschenbora; † 23. April 1963 in Dachau) war ein deutscher Publizist, Sprachwissenschaftler und Kulturpolitiker.

## Leben
Thierfelder stammte aus Sachsen. Sein Vetter war der klassische Philologe Andreas Thierfelder. Nach dem Besuch der Fürstenschule in Meißen nahm er am Ersten Weltkrieg teil, in dem er schwer verwundet wurde. 1919 aus französischer Kriegsgefangenschaft entlassen, studierte er an der Universität Leipzig Germanistik, nordische Sprachen, Zeitungs- und Staatswissenschaften sowie Volkswirtschaft und promovierte 1922 zum Dr. phil. und Dr. rer. pol. 1921 hatte er als Zeitfreiwilliger an der Niederschlagung des Mitteldeutschen Aufstands teilgenommen.
Zwischen 1923 und 1926 war er als politischer Redakteur tätig, zuletzt bei den Dresdener Nachrichten. 1926 wurde er Pressereferent, 1930 Generalsekretär der Akademie zur Wissenschaftlichen Erforschung und Pflege des Deutschtums (Deutsche Akademie) in München, die er in den nächsten Jahren schwerpunktmäßig auf „Sprachförderung im Ausland“ ausrichtete. Angesichts des wachsenden politischen Einflusses der Nationalsozialisten unternahm der konservative Thierfelder „karrierebedingte Anpassungsleistungen“. Schon bei seiner Einladung zur DA-Jahresversammlung 1932 hatte er von einer „Übergangsphase zu neuer völkischer Gemeinschaft“ gesprochen, in einem Vortrag im Juni 1933 bezeichnete er die „Machtergreifung“ als „eine geschichtliche Notwendigkeit“. Und im Dezember 1933 schrieb er:

„Auch seine Gegner können nicht leugnen, daß das nationalsozialistische Weltbild eine eindrucksvolle Geschlossenheit zeigt und daß nur der Unwissende oder Böswillige behaupten kann, es sei eine verneinende, niederreißende Bewegung ohne schöpferische Fähigkeit.“

Dennoch musste er 1937 nach Konflikten mit dem DA-Präsidenten Karl Haushofer die zunehmend nationalsozialistisch ausgerichtete Akademie verlassen. Obwohl dieser Thierfelder dabei mangelnde nationalsozialistische Gesinnung vorgeworfen hatte, diente er in Wirklichkeit als Sündenbock für organisatorische Fehlentwicklungen.
Bis 1945 lebte Thierfelder als freier Schriftsteller. Nach Kriegsende war er vom Juni 1945 bis zur Auflösung der Institution am 31. Dezember 1945 kommissarischer Generalsekretär der Deutschen Akademie. 1945 wurde er außerdem Syndikus der Ludwig-Maximilians-Universität München und der Bayerischen Akademie der Wissenschaften. Er war außerordentliches Mitglied der Historischen Kommission in München und gehörte 1946 für die CSU zu den Mitgliedern der bayrischen verfassunggebenden Landesversammlung. Nach NS-Vorwürfen trat er im September 1946 von seinen Ämtern zurück. Seine Beschäftigung im öffentlichen Dienst und eine Kandidatur für den Landtag wurde bis zum Abschluss seines Entnazifizierungsverfahren unmöglich. Erst nach seiner Einstufung als „unbelastet“ konnte er 1949/50 als Referent im Hessischen Kultusministerium arbeiten.
1951 gehörte er zu den Gründern des Goethe-Instituts, wo er im Vorstand und als Leiter des Pädagogischen Beirats tätig war. Außerdem war er von 1951 bis 1960 Generalsekretär des Instituts für Auslandsbeziehungen. 1952 wurde er Leiter der von der Kultusministerkonferenz zur Vorbereitung der Rechtschreibreform ins Leben gerufenen Arbeitsgemeinschaft für Sprachpflege. 1961 wurde er als „Gründer des Goethe-Instituts 1932“ mit einer Goethe-Medaille ausgezeichnet. Thierfelder starb 1963 an den Nachwirkungen eines Autounfalls.
Franz Thierfelder war verheiratet und hatte drei Kinder.

## Veröffentlichungen (Auswahl)
- Die wirtschaftliche Bedeutung des Auslandsdeutschtums (1932)
- Das Deutschtum im Ausland (1934)
- Das Königreich Südslawien (1936)
- Deutsch als Weltsprache (1938)
- Bei mir zu Gast. Gedichte (1938).
- Der Balkan als politisches Kraftfeld (1940)
- Schicksalsstunden des Balkans (1941)
- Sprachpolitik und Rundfunk (1941)
- Ursprung und Wirkung der französischen Kultureinflüsse in Südosteuropa (1942)
- Gestalten und Gestalter des Balkans (1943)
- Volk, Nation, Staat (1947)
- Die deutsche Universität heute und morgen (1948)
- Die Grenzen Europas (1948)
- Umgang mit Völkern (1949)
- Wege zum besseren Stil (1950)
- Die deutsche Sprache im Ausland (2 Bde. 1956/57)
- Männer am Balkan (1961)